# Чередниченко, Василий Панкратович

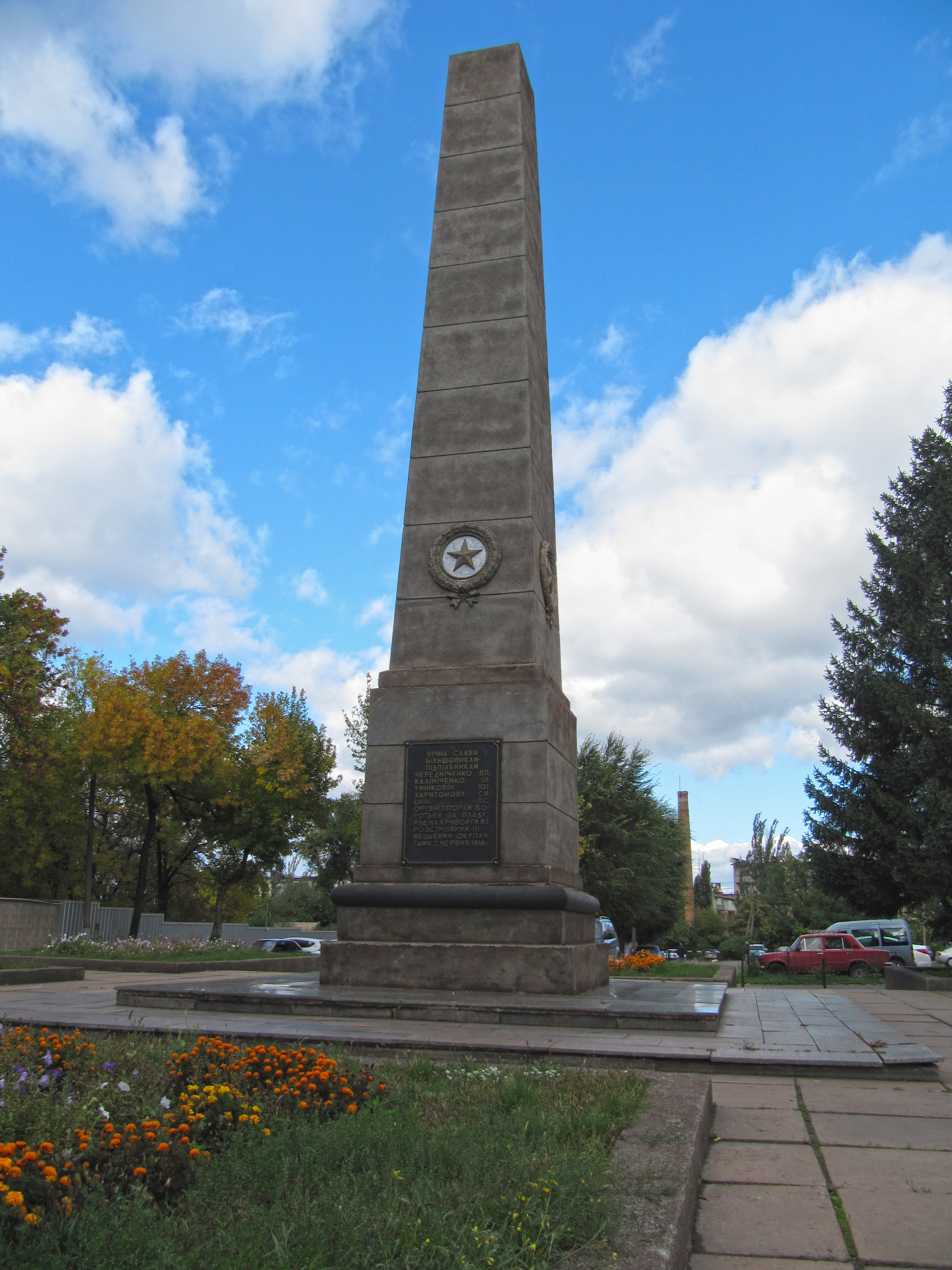
Братская могила коммунистов-подпольщиков

Василий Панкратович Чередниченко (1870, Завадовка, Киевская губерния — 2 июня 1918, Кривой Рог, Херсонская губерния) — активный участник революционного движения и трудовой борьбы, один из руководителей вооружённого восстания за власть Советов, организатор первых отрядов Красной гвардии на Криворожье.
Попал в список лиц, подпадающих под закон о декоммунизации на Украине.

## Биография
Родился в 1870 году в селе Завадовка (ныне — Володарский район, Киевская область, Украина) в семье крестьянина-бедняка.
Вернувшись из армии, в середине 1890-х годов приехал на Криворожье. Сначала работал на шахтах. С 1898 года — рабочий-литейщик на Гданцевском чугунолитейном заводе, проживал на Гданцевке. В 1902 году познакомился с социал-демократами, вошёл в состав кружка, по руководством Т. А. Рейниш. Член Коммунистической партии с 1903 года. В 1904 году был одним из организаторов профсоюза на заводе. Участник революционных событий 1905 года на Криворожье, создал на заводе большевистскую организацию, члены которой принимали активное участие в первой русской революции. 25 декабря 1905 года был арестован и заключён в херсонскую тюрьму. Освободился в августе 1906 года, но не прекратил революционной деятельности. В 1910—1917 годах — организатор ряда забастовок на Гданцевском чугунолитейном заводе. После Февральской революции 1917 года — член Криворожского комитета РСДРП(б), Криворожского совета рабочих, солдатских и крестьянских депутатов.
Во время австро-немецкой оккупации Украины в 1918 году находится на подпольной работе. В апреле 1918 года была образована нелегальная партийная организация, в комитет которой вошли В. П. Чередниченко, И. Л. Калиниченко, Ю. И. Умникова, С. М. Харитонов и П. С. Цына. Комитет развернул агитацию, призывая к борьбе против оккупантов. В конце мая подпольщики были схвачены. Расстрелян австро-немецкими оккупантами 2 июня 1918 года на окраине города вместе со всеми членами комитета. Похоронен в Кривом Роге в братской могиле вместе с расстрелянными соратниками.

## Память
В 1957 году, к 40-летию со дня гибели именем Василия Чередниченко была названа улица на Гданцевке в Кривом Роге, носила имя до 2016 года.